# Алевиз Новый
Алеви́з Но́вый (Алеви́з Фря́зин, возможное полное имя Алои́зио (Aloisio) Ламбе́рти да Монтанья́на; XV век — около 1531, Москва) — итальянский архитектор, работавший в России в начале XVI века. Автор Архангельского собора в Москве, Собора Петра митрополита в Высоко-Петровском монастыре, храма Александровской слободы, Посольского портала Бахчисарайского дворца и др.

## Уточнение
Это второй архитектор по имени Алевиз, прибывший в Москву из Италии. Приехавшего первым (в 1494 году) традиционно называют Алевизом Фрязином Старым, либо просто Алевизом. С 1494 по 1499 год Алевиз Старый достраивал кремлёвские укрепления, в 1499—1508 годах строил великокняжеский дворец и стены от дворца до Боровицкой башни, в 1508—1519 годах работал над стенами, башнями и рвами Кремля со стороны Неглинной.

## Факты
В 1504 году в Москву прибыла новая группа мастеров из Италии. По пути в Великое княжество Московское это посольство было задержано в Крыму ханом Менгли-Гиреем, у которого итальянцы некоторое время работали на строительстве Бахчисарайского дворца. Отпуская послов и мастеров в Москву, хан написал Ивану III: 
А сю грамоту подал архитектон Алевиз, Менли-Гиреево слово… Меня брата твоего ярлык взяв, пошол Алевиз мастер, велми доброй мастер, не как иные мастеры, велми великий мастер… То как меня почтишь и мое брата своего слово почтишь, того фрязина Алевиза пожалуешь, ты ведаешь.
 То, что этот «велми великий мастер» и есть Алевиз Новый, который, согласно летописным данным, в 1508 году завершил строительство Архангельского собора и церкви Рождества Иоанна Предтечи у Боровицких ворот, подтверждается и уточнением «Новый» (относительно Алевиза Фрязина Старого), и почётным великокняжеским заказом на возведение родовой усыпальницы — Архангельского собора, и сходством итальянизирующих порталов Бахчисарайского дворца и Архангельского собора.
Больше в летописях Алевиз «Новым» не именуется. В последние десятилетия имел место ряд попыток отождествить этого зодчего с известным венецианским скульптором и резчиком Альвизе Ламберти ди Монтаньяна, но они, хотя и получили широкий резонанс в современной научно-популярной литературе, являются лишь неподтверждённой гипотезой. Храмовое строительство должно было являться специализацией зодчего ещё в Италии, иначе бы ему сразу по приезде не доверили такую исключительно ответственную постройку, как Архангельский собор.
В 1514 году Василий III повелел возвести в Москве 11 церквей, «а всем тем церквам был мастер Алевиз Фрязин».

## Постройки
До 1970-х годов в истории архитектуры господствовала следующая точка зрения: Алевиз Старый строил лишь западные укрепления Кремля вдоль Неглинной, а Алевиз Новый — все остальные упоминаемые в вышеприведенных летописных сообщениях постройки (Большой Кремлёвский дворец и все храмы, в том числе и заложенные в 1514 году).
В последней четверти XX века эту точку зрения поставили под сомнение С. С. Подъяпольский, В. П. Выголов и О. Г. Ульянов. Эти учёные отнесли Большой Кремлёвский дворец к творчеству Алевиза Старого, а В. П. Выголов сомневался в авторстве Алевиза Нового и в отношении церквей, заложенных в 1514 году.
Позднее С. В. Заграевский также высказался, что аргументы в пользу отнесения кремлёвского дворца к творчеству «мастера стенного и палатного» Алевиза Старого убедительны (Алевиза Нового в 1499 году ещё не было на Руси, к тому же в летописном сообщении под этим годом говорится, что строивший дворец мастер был из Милана), но автором церквей, построенных после 1514 года, был всё же Алевиз Новый.
В XIX—XX веках способность Алевиза Нового к творчеству в широком диапазоне архитектурных форм подтверждалась такими зданиями, как портал Демир-Капы, крымскотат. Demir Qapı («посольские» двери, портал Алевиза) — древнейшей датированной части Бахчисарайского дворца. Портал служил парадным входом во дворец, через него послы попадали из Посольского дворика в Фонтанный дворик. Портал был выполнен в 1503—1504 годах для хана в Крыму по пути в Москву, куда Алевиз направлялся по приглашению Ивана III.
На Руси Алевиз Новый возвёл Архангельский собор, церкви Рождества Иоанна Предтечи у Боровицких ворот и Благовещения в Старом Ваганькове. В 1976 году было установлено, что Алевиз являлся и автором собора Петра митрополита в Высоко-Петровском монастыре (Версия Л. А. Беляева о том, что это открытие сделал в 1960-е годы Б. П. Дедушенко, ошибочна. В 1976 году Дедушенко опубликовал статью о соборе, в которой написал следующее: «Внешний вид его (алевизовского собора) чрезвычайно отличается от ныне существующего, которое целиком построено из кирпича второй половины XVII в.». Прочитавший свежую статью Дедушенко каменщик Александр О., выученик П. Д. Барановского, объяснил архитектору-исследователю его ошибку). В начале 2000-х годов список известных нам построек зодчего дополнили храмы Покрова, Троицы, Успения и Алексея митрополита в Александровской слободе.
Таким образом, Алевиз Новый с 1505 по 1508 год строил Архангельский собор и церковь Иоанна Предтечи, и далее специфика его работы как храмоздателя также оставалась приоритетной. Как показал С. В Заграевский, с 1508 по 1513 год Алевиз Новый строил храмы и великокняжеский дворец в Александровской слободе, а с 1514 года — 11 церквей в Москве. Существуют неподтверждённые версии, что он являлся автором церкви Рождества Богородицы в Старом Симонове, Успенского собора в Дмитрове, собора Вознесенского монастыря в Москве и др.

### Список построек Алевиза Нового на Руси
- Архангельский собор (Москва) (1505—1508)
- Церковь Рождества Иоанна Предтечи у Боровицких ворот (Москва) (1505—1508)
- Троицкий собор (Александров) (1509—1513)
- Покровская церковь (Александров) (1509—1513)
- Успенская церковь (Александров) (1509—1513)
- Распятская колокольня (Александров) (1509—1513)
- Церковь Рождества Богородицы на Сенях (1515—1516) (список 11 церквей, которые Василий III повелел заложить в 1514 году, уточнён В. П. Выголовым[8])
- Церковь Благовещения в Старом Ваганькове (Москва) (1514—1516)
- Храм Святого Владимира в Старых Садех (1514—1516)
- Церковь Благовещения в Воронцове (Москва) (1514—1515)
- Собор Петра митрополита в Высоко-Петровском монастыре (1514—1517)
- Церковь Усекновения главы Иоанна Предтечи, что под Бором (Москва) (1514—1515)
- Собор Алексеевского монастыря (1514—1518)
- Церковь Леонтия Ростовского за Неглинной (Москва) (1516—1518)
- Церковь Введения на Сретенке (Москва) (1514—1518)
- Церковь Введения за торгом (Москва) (1516)
- Церковь Афанасия и Кирилла Александрийских у Фроловских ворот (Москва) (1514—1516)
- Храм Варвары Великомученицы на Варварке (1514)